# Max Günther (Politiker)
Max Günther (* 11. August 1871 in Glauchau; † Dezember 1934) war ein deutscher Gewerkschafter und Politiker (SPD).

## Leben
Nach dem Besuch der Volksschule absolvierte Günther eine Korbmacherlehre. Im Anschluss arbeitete er in seinem erlernten Beruf, den er seit 1890 in Bernburg ausübte.
Günther trat im 19. Jahrhundert in die SPD ein, für die er sich sodann betätigte. Von 1889 bis Dezember 1908 arbeitete er als Redakteur für die sozialdemokratische Zeitung Volksblatt für Anhalt in Dessau, von Januar 1909 bis Januar 1919 war er Parteisekretär für den Landtagswahlkreis Anhalt 2 in Bernburg und von Februar bis Dezember 1919 wirkte er als Redakteur für die Bernburger Volkswacht. Seine Tätigkeit als Korbmacher setzte er während des Ersten Weltkrieges kurzzeitig fort. Neben seiner parteipolitischen Arbeit engagierte sich Günther in der Gewerkschaft und war von 1900 bis 1904 Vorsitzender des Dessauer Gewerkschaftskartells. Von 1904 bis 1908 war er Aufsichtsratsvorsitzender des Konsumvereins in Dessau und von 1909 bis 1919 übte er die gleiche Funktion in Bernburg aus.
Günther war von 1902 bis 1904 Mitglied der Stadtverordnetenversammlung in Dessau und von 1914 bis 1920 Mitglied des Gemeinderates in Bernburg. Von Januar bis März 1920 amtierte er zunächst kommissarisch und von April 1920 bis zu seiner Versetzung in den einstweiligen Ruhestand im Juli 1932 dann hauptamtlich als Kreisdirektor des Landkreises Bernburg.
Von 1902 bis 1904 war Günther Landtagsabgeordneter im Herzogtum Anhalt. Nach dem Ersten Weltkrieg war er von 1918 bis 1920 Mitglied der Verfassunggebenden Landesversammlung für den Freistaat Anhalt. Im Juni 1920 wurde er als Abgeordneter in den Anhaltischen Landtag gewählt, dem er ohne Unterbrechung bis zum 23. Juni 1933 angehörte.